# (2381) Landi
(2381) Landi est un astéroïde de la ceinture principale.

## Description
(2381) Landi est un astéroïde de la ceinture principale. Il fut découvert le 3 janvier 1976 à El Leoncito par l'Observatoire Félix-Aguilar. Il présente une orbite caractérisée par un demi-grand axe de 2,61 UA, une excentricité de 0,17 et une inclinaison de 13,6° par rapport à l'écliptique.

## Compléments